# باول تريسي
باول تريسي هو سائق سيارة سباق كندي، ولد في 17 ديسمبر 1968 في سكاربورو، تورنتو في كندا.

## وصلات خارجية
- الموقع الرسمي
- باول تريسي على موقع Racing-Reference.info (الإنجليزية)
- باول تريسي على موقع DriverDB.com (الإنجليزية)